# Линия 5 (Осло)

Схема метрополитена Осло

Линия 5 норв. Linje 5 — один из маршрутов метрополитена Осло. На схеме обозначается зелёным цветом. Особенностью маршрута является то, что он имеет форму петли: поезда въезжают с конца линии на кольцевой туннель, полностью объезжают его, дважды проезжая участок из шести станций, и затем выходят в другой конец линии. Это единственная в мире линия метро такого типа.

## Описание
Маршрут начинается от станции Сонгсванн, проходит Сонгсваннскую ветку, Общий туннель, Петлю, затем снова Общий туннель и небольшой участок Петли, после чего выходит на Грорундскую ветку и заканчивается на станции Вестли.

## Станции на линии
Курсивом показаны станции, которые поезд проходит второй раз.
| Маршрут 5: Sognsvann (Согнсванн) — Stortinget (Стортинг) — Storo (Сторо) — Stortinget (Стортинг) — Vestli (Вестли) |
| Sognsvann • Kringsjå • Holstein • Østhorn • Tåsen • Berg • Ullevål stadion • Forskningsparken • Blindern • Majorstuen • Nationaltheatret • Stortinget • Jernbanetorget • Grønland • Tøyen • Carl Berners plass • Sinsen • Storo • Nydalen • Ullevål stadion • Forskningsparken • Blindern • Majorstuen • Nationaltheatret • Stortinget • Jernbanetorget • Grønland • Tøyen • Carl Berners plass • Hasle • Økern • Risløkka • Vollebekk • Linderud • Veitvet • Rødtvet • Kalbakken • Ammerud • Grorud • Romsås • Rommen • Stovner • Vestli |